# Castelo (Sertã)
Castelo é uma povoação portuguesa sede da Freguesia de Castelo do Município da Sertã, freguesia com 24,57 km² de área e 946 habitantes (censo de 2021), tendo, por isso, uma densidade populacional de 38,5 hab./km².
O presidente da Junta de Freguesia é Carlos Marques Lopes, tendo sido eleito em 2021 pelo PSD.

## Demografia
A população registada nos censos foi:
| Distribuição da População por Grupos Etários | Distribuição da População por Grupos Etários | Distribuição da População por Grupos Etários | Distribuição da População por Grupos Etários | Distribuição da População por Grupos Etários |
| -------------------------------------------- | -------------------------------------------- | -------------------------------------------- | -------------------------------------------- | -------------------------------------------- |
| Ano                                          | 0-14 Anos                                    | 15-24 Anos                                   | 25-64 Anos                                   | > 65 Anos                                    |
| 2001                                         | 188                                          | 146                                          | 553                                          | 276                                          |
| 2011                                         | 120                                          | 125                                          | 507                                          | 294                                          |
| 2021                                         | 76                                           | 92                                           | 466                                          | 312                                          |

## Património
- Igreja Matriz da Sertã
- Capela de Santo Amaro
- Capela de Santo António
- Capela de São Sebastião
- Capela de São João Baptista
- Capela de São Lucas
- Capela de São Miguel
- Capela de São Tiago
- Capela de São Facundo
- Capela de São João do Couto
- Capela da Senhora da Penha de França
- Capela de São Domingos
- Capela da Nossa Senhora da Nazaré
- Capela da Senhora dos Remédios

## História
Antes do século XVI, Castelo incluia-se na paróquia inicial de Nossa Senhora do Amparo da Sertã.
Por volta do ano de 1554/1555 a freguesia do Castelo foi criada pelo Grão-Prior do Crato, Infante D.Luís.
A origem do nome "Castelo" deve-se ao mito de que uma vez lá existira um castelo na margem esquerda do Rio Zêzere, desconhecesse a sua história e origem, mas pensa-se que se trata de um castro luso-romano reconstruído durante as guerras de D. Afonso Henriques e destruído entretanto.
Castelo

## Localidades
Além da sede, a Freguesia de Castelo engloba as seguintes localidades ou lugares:
- Arnóia
- Carvalhos
- Casal Corvo
- Casal da Escusa
- Estradinha
- Fonte Fria
- Morlinho
- Mosteiro
- Mourisco
- Póvoa da Ribeira Cerdeira
- Roda de Santa Apolónia
- Seixo
- Santa Rita